# ピエール＝ジュール・カヴァリエ
ピエール＝ジュール・カヴァリエ（Pierre-Jules Cavalier、1814年8月30日 - 1894年1月28日）はフランスの彫刻家である。パリ国立高等美術学校（通称、エコール・デ・ボザール）で長く教授を務めた。

## 略歴
パリの銀細工師、大工の息子に生まれた。彫刻家のダヴィッド・ダンジェや画家のポール・ドラローシュに学び、1842年にローマ賞を受賞した。1843年から1847年の間、在ローマ・フランス・アカデミーで修行した。
パリの公共施設や教会などの多くの彫刻を、制作した。 1849年のパリのサロンで、一等のメダルを受賞した。
1864年にパリ国立高等美術学校の彫刻の教授に任命され、多くの学生を指導した。 1865年に、芸術アカデミーの会員に選出され、レジオンドヌール勲章（オフィシエ）を受勲した。フランス芸術家協会の会員であり、副会長も務めた。

## 作品

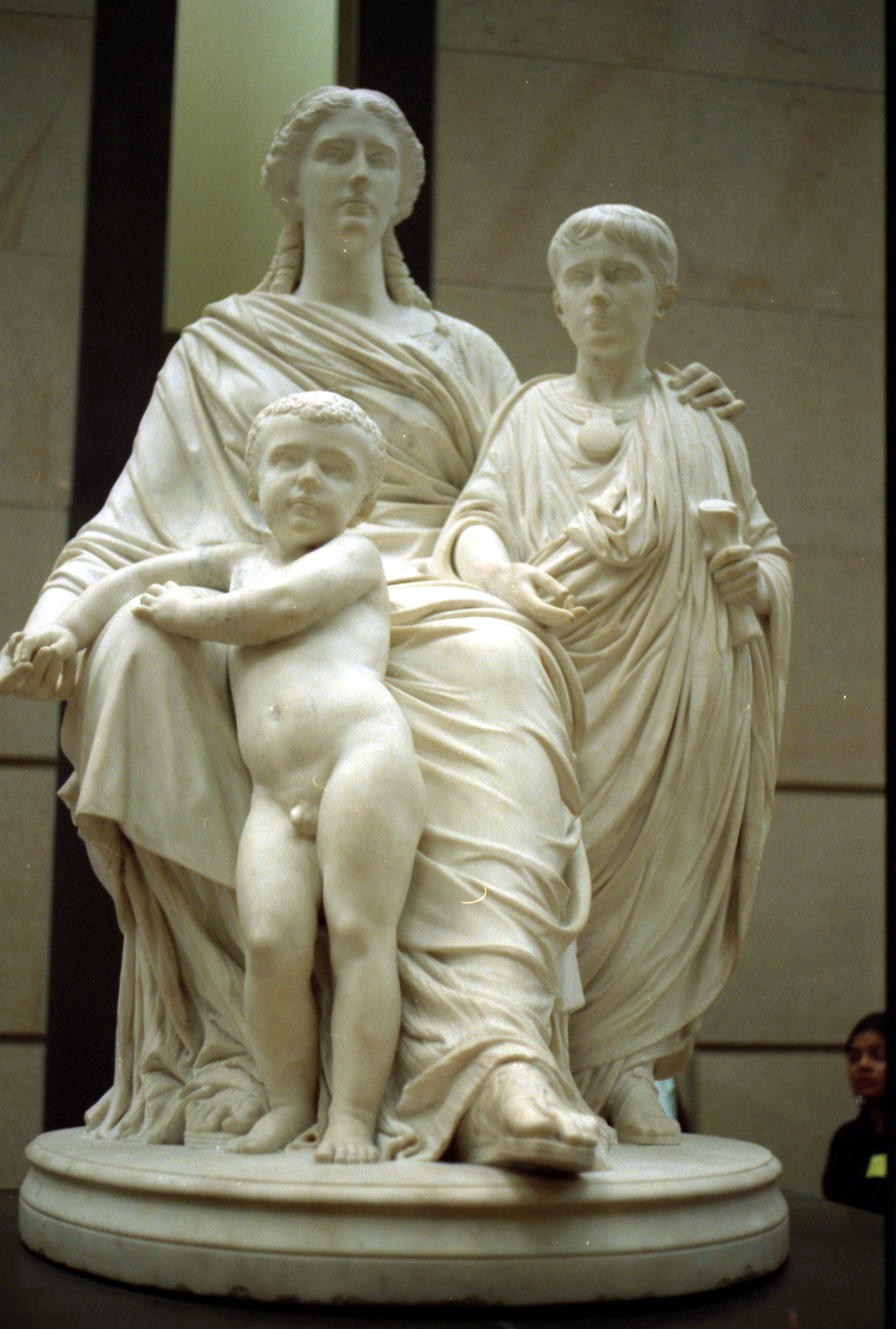
コルネリア・アフリカナ (1855)
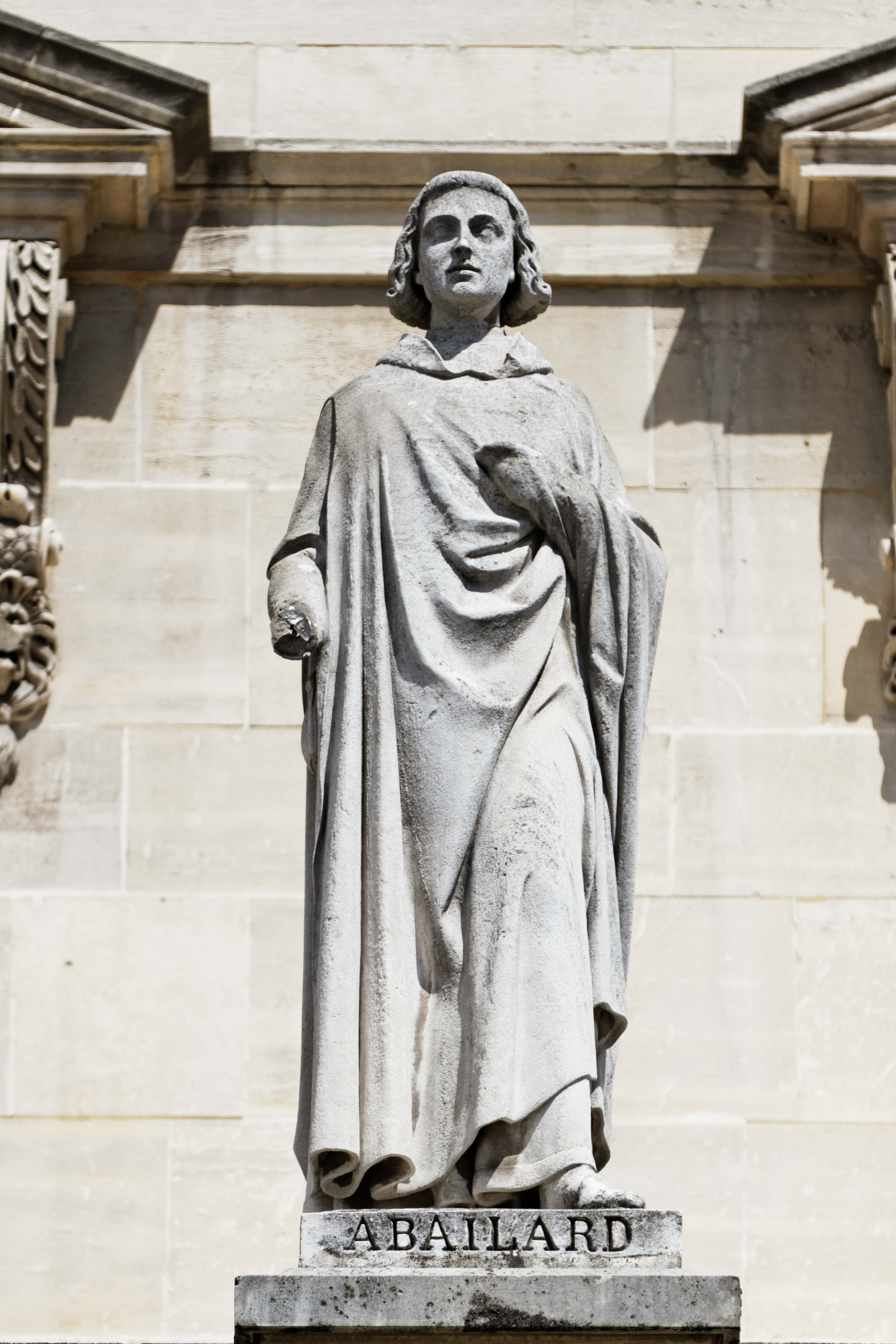
ピエール・アベラール
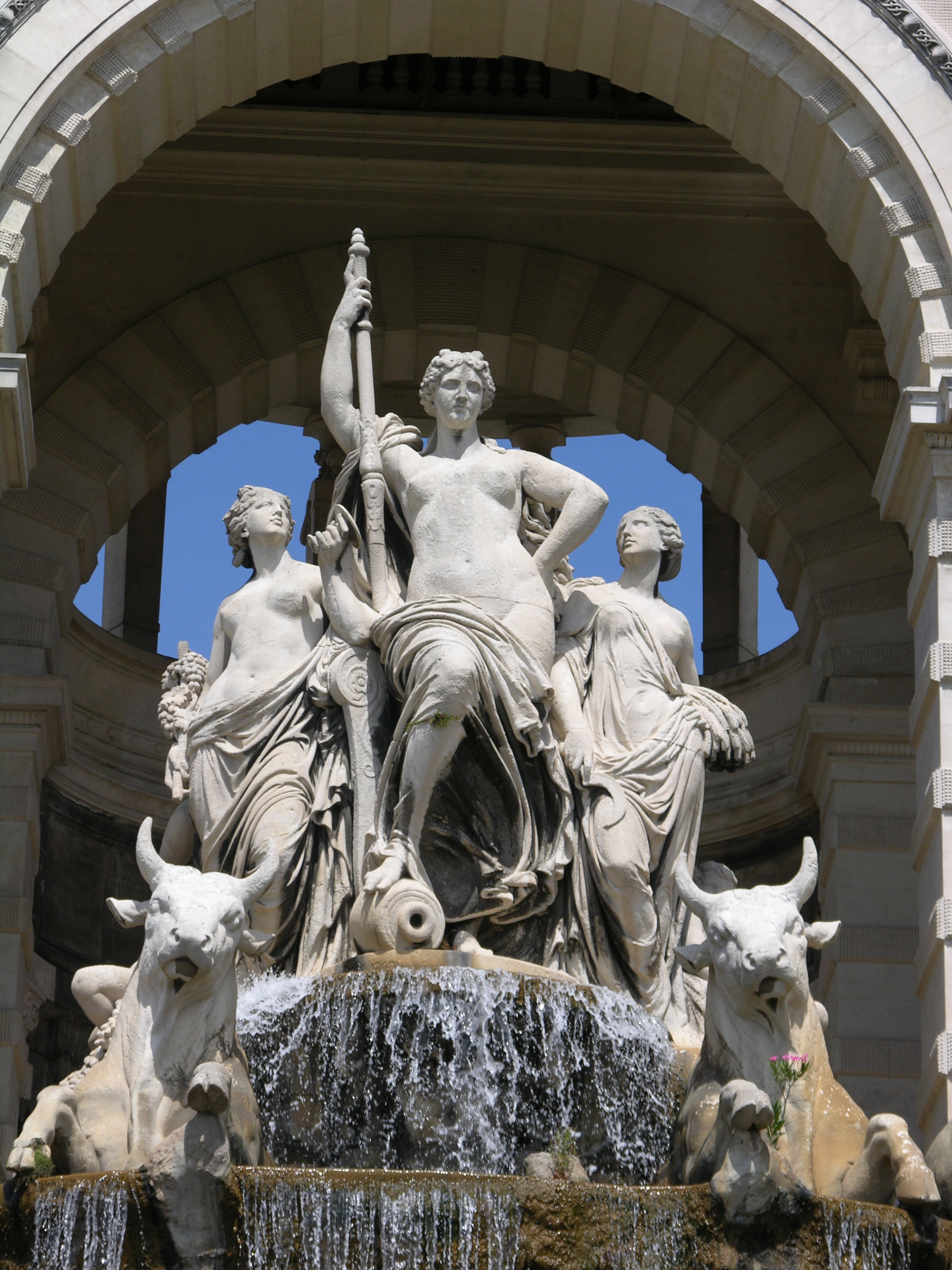
マルセイユのロンシャン宮殿の噴水
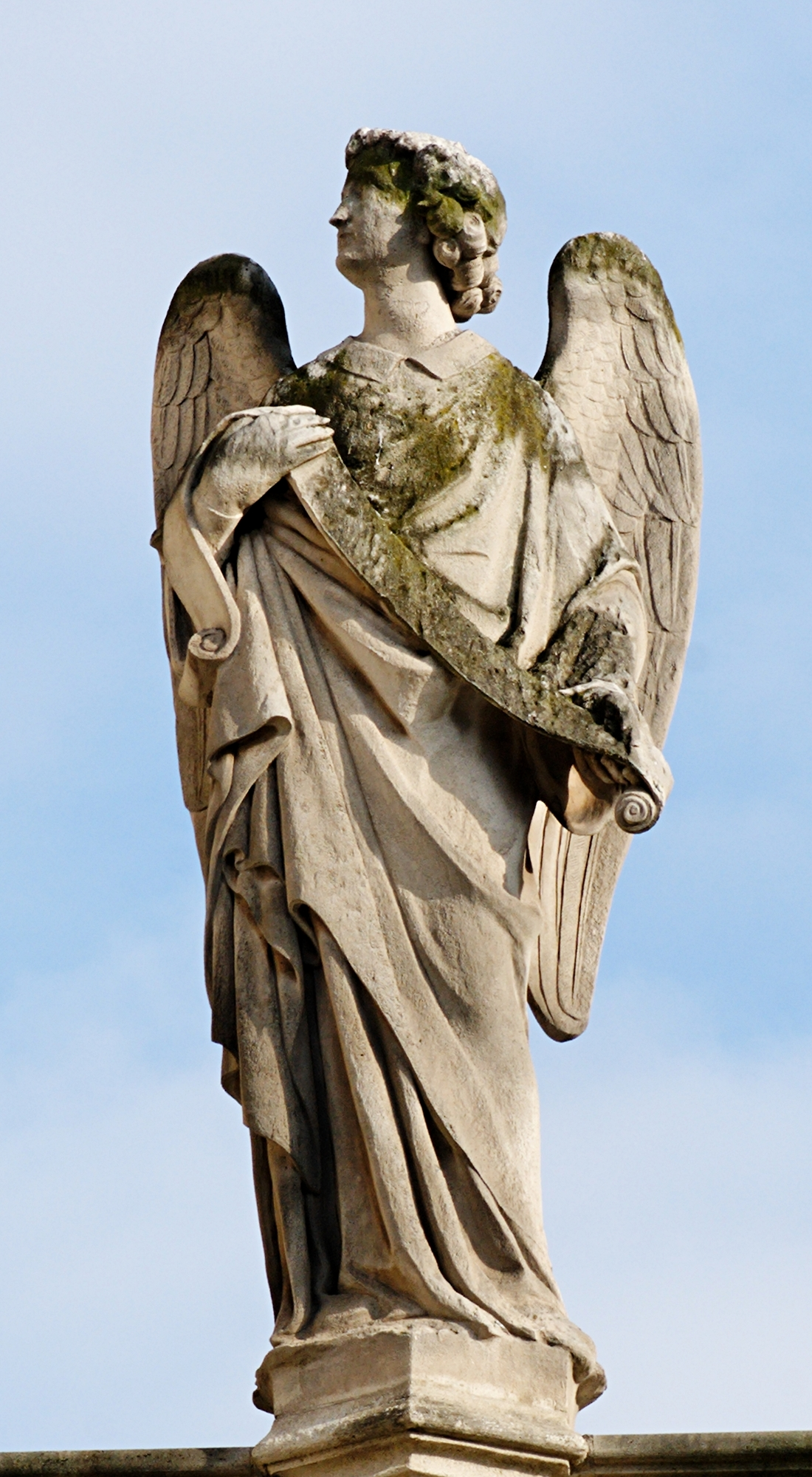
パリのサンジェルマン・ロクセロワ教会の鐘楼の彫刻

## カヴァリエに学んだ学生
- ウジェーヌ・ギヨーム (1822–1905)
- ルイ＝エルネスト・バリアス (1841–1905)
- ジャン＝アントワーヌ＝マリー・イドラック (1849–1884)
- ギヨーム・シャルリエ (1854–1925)
- アルフレッド・ギルバート (1854–1934)
- ヴィッレ・ヴァルグレン (1855–1940)
- アンリ・デジレ・ゴーキェ (1858–1927)
- ジョージ・グレー・バーナード (1863–1938)
- イポリット・ルフェーブル (1863–1935)
- ジョゼフ・ベルナール (1866–1931)